# Seis épocas do mundo

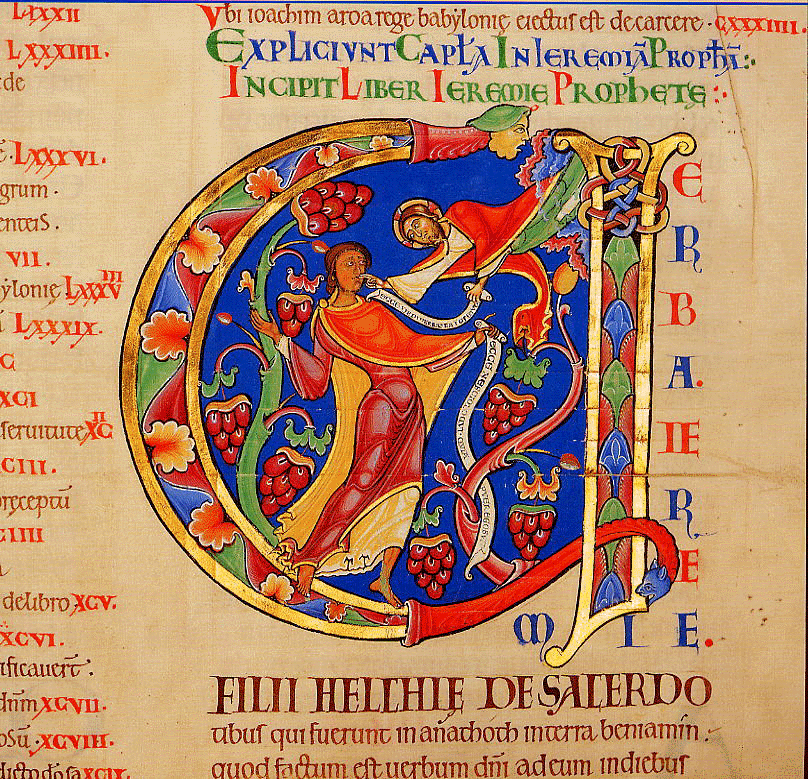
Iluminura da Bíblia de Winchester mostrando Deus em contato com o profeta Jeremias.

As Seis épocas do mundo é uma periodização histórica cristã proposta inicialmente por Agostinho de Hipona por volta de 400 d.C. Ela é baseada em eventos religiosos cristãos desde a criação de Adão e Eva até os eventos do Apocalipse. As seis épocas da história, com cada uma durando aproximadamente mil anos, eram amplamente aceitos e utilizados durante toda a Idade Média e, até pelo menos os eventos do Iluminismo, escrever sobre história nada mais era do que preencher os espaços neste grande plano geral.
Este plano conta com sete idades, justamente como são sete os dias da semana, com a sétima era sendo de eterno descanso após o Juízo Final e o Fim dos Tempos, da mesma forma que o sétimo dia da semana serviria para o descanso. Esta periodização era geralmente chamada de Seis Épocas do Mundo por causa das idades do mundo, da história, enquanto que a sétima era seria algo fora deste mundo e eterna.

## Seis Épocas
As seis épocas são melhor descritas nas palavras de Santo Agostinho, encontradas em sua De catechizandis rudibus ("Sobre a catequização dos não-instruídos"), capítulo 22:
1. A primeira época: "A primeira era corresponde ao início da raça humana, ou seja, de Adão e Eva, que formaram o primeiro homem jamais feito, até Noé, que construiu uma arca no tempo do Dilúvio".
2. A segunda época:":":...se estende do período até Abraão, que era chamado de fato de pai por todas as nações...".
3. A terceira época: "Pois a terceira época se estende de Abraão até David, o rei.".
4. A quarta época: "A quarta época, de David até o o cativeiro no qual o povo de Deus foi transportado até a Babilônia.".
5. A quinta época: "A quinta, da migração até o advento de nosso Senhor Jesus Cristo".
6. A sexta época: "Com Sua chegada, a sexta era entrou em processo".

As épocas refletiriam os seis dias da criação, com o sétimo dia sendo o descanso do sabá, ilustrando a jornada humana até o descanso final com Deus, uma narrativa cristã muito comum.

## Teoria
Santo Agostinho ensinou que há seis épocas do mundo em sua obra e não foi o primeiro a fazê-lo, pois o conceito está enraizado na tradição judaica. Ele foi, na realidade, o primeiro cristão a escrever sobre o assunto e suas ideias se tornaram centrais para a Igreja, assim como a sua autoridade.
A teoria teria se originado, segundo ele, em 2 Pedro:
| “ | Porém, amados, somente disto não vos deveis esquecer: de que um dia diante do Senhor é como mil anos, e mil anos como um dia. | ” |
|   | — 2 Pedro 3:8. |   |

A interpretação seria a de que a humanidade viveria por seis períodos de mil anos (ou "dias"), com o sétimo sendo a eternidade no céu.
Os acadêmicos cristãos medievais acreditavam que era possível determinar o período total da história humana, começando com Adão, contando quanto tempo durara cada uma das gerações até o tempo de Jesus. E mesmo que a idade exata da Terra fosse tema de um debate de interpretação bíblica, geralmente se concordava que o homem teria aparecido em algum momento dos mil anos finais, a sexta época, e que a sétima época poderia iniciar a qualquer momento. O mundo era visto como um lugar antigo e o futuro, como sendo algo muito mais curto do que o passado.
Por volta do século III, os cristãos já não mais acreditavam que o "Fim dos Tempos" ocorreria durante suas vidas, um pensamento comum entre os primeiros cristãos.. Enquanto Agostinho foi o primeiro a escrever sobre as "seis épocas", os primeiros cristãos, anteriores a ele, não encontraram evidências sobre o fim na tradição judaica do Antigo Testamento, propondo assim uma data para o fim do mundo como sendo no ano 500 d.C. Hipólito de Roma afirmou que as medidas da arca da aliança somavam cinco cúbitos e meio, o que significaria cinco mil e quinhentos anos. Como Jesus teria nascido na "sexta hora", ou metade do dia (ou, quinhentos anos na era), e como cinco reinos (cinco mil anos) já teriam se realizado (de acordo com o Apocalipse), mais o meio dia de Jesus (o corpo Dele tomando o lugar da arca dos judeus), significaria que cinco mil e quinhentos anos já teriam se passado quando Jesus nasceu e outros quinhentos marcariam o fim do mundo.